# Caterpillar (jeu de la vie)
Pour les articles homonymes, voir Caterpillar (homonymie).
Le Caterpillar (la « chenille » en anglais) est un vaisseau du jeu de la vie, la plus grande structure jamais créée dans cet automate cellulaire.

## Description
Le Caterpillar a été conçu par David Bell, Gabriel Nivasch et Jason Summers et concrétisé le 21 décembre 2004. Il s'agit d'un vaisseau qui se déplace de 102 cellules vers le haut toutes les 270 générations et possède donc ainsi une vitesse de {\displaystyle {\frac {17}{45}}c}, le premier vaisseau présentant cette vitesse.
Ce qui le distingue est sa taille, inhabituelle pour une structure du jeu de la vie : il est compris dans un rectangle d'environ 330 720 cellules de long pour 4 195 cellules de large. La population moyenne de la structure est d'environ 12 millions de cellules. À l'heure actuelle (fin 2005), il s'agit de loin de la structure la plus grande créée pour le jeu de la vie.
Le Caterpillar repose sur le comportement d'un pi heptomino qui a la possibilité de remonter le long d'une chaîne de clignotants à la vitesse de {\displaystyle {\frac {17}{45}}c}. Le but du vaisseau a été de trouver un moyen de stabiliser ce comportement et de créer une suite de clignotants en avant du pi heptomino.
La structure est tellement grande que la plupart des éléments qui la composent ont été déterminés et assemblés à l'aide d'un programme informatique.